# Léa Coninx
Léa Coninx (* 28. Februar 1998 in Échirolles) ist eine französische Triathletin.

## Werdegang
2018 wurde Léa Coninx Zweite beim Embrunman. In der gemischten Staffel wurde die Französin 2018 mit ihrem Verein Poissy Triathlon Vize-Europameister und 2021 mit Poissy Triathlon ETU-Europameister bei den Club-Meisterschaften.
Auch ihr älterer Bruder Dorian (* 1994) ist als Triathlet aktiv.

## Sportliche Erfolge
| Datum/Jahr    | Rang | Wettbewerb                                | Austragungsort | Zeit     | Bemerkung                                                                                       |
| ------------- | ---- | ----------------------------------------- | -------------- | -------- | ----------------------------------------------------------------------------------------------- |
| 14. Apr. 2024 | 9    | ETU Europe Triathlon Cup                  | Melilla        | 00:56:55 |                                                                                                 |
| 1. Okt. 2023  | 15   | ITU Triathlon World Cup                   | Tanger         | 00:59:51 | hinter der Deutschen Lisa Tertsch                                                               |
| 29. Okt. 2022 | 4    | ITU Triathlon World Cup                   | Miyazaki       | 01:00:58 |                                                                                                 |
| 9. Juli 2022  | 16   | ITU World Championship Series 2022        | Hamburg        | 00:59:39 |                                                                                                 |
| 5. Nov. 2021  | 13   | ITU World Championship Series 2021        | Abu Dhabi      | 00:57:55 |                                                                                                 |
| 31. Okt. 2021 | 1    | ETU Triathlon European Championship Clubs | Alhandra       | 00:21:17 | Mixed Relay (mit Yann Allichon, Natalie Van Coevorden und Anthony Pujades) für Poissy Triathlon |
| 15. Mai 2021  | 2    | ETU Europe Triathlon Cup                  | Caorle         | 00:59:15 | hinter der Deutschen Lena Meißner                                                               |
| 30. Juni 2019 | 3    | FRA Triathlon National Championships      | Metz           | 00:59:28 | Französische Staatsmeisterschaft Sprint-Triathlon                                               |
| 6. Okt. 2018  | 2    | ETU Triathlon European Championship Clubs | Lissabon       | 00:21:55 | Mixed Relay (mit Thomas Sayer, Jeanne Lehair und Mathis Margirier) für Metz Triathlon           |
| 15. Aug. 2018 | 2    | Embrunman                                 | Embrun         | 02:29:24 | Kurzdistanz (1,5 km Schwimmen, 43,5 km Radfahren und 10 km Laufen)                              |
| 27. Mai 2018  | 6    | FRA Triathlon National Championships      | Gray           | 01:03:38 | Französische Staatsmeisterschaft Sprint-Triathlon                                               |
| 22. Mai 2016  | 7    | FRA Triathlon National Championships      | Dunkerque      | 01:02:53 | Französische Staatsmeisterschaft Sprint-Triathlon, hinter Emmie Charayron                       |

(DNF – Did Not Finish)